# World Mind Sports Games
Il World Mind Sports Games è una manifestazione sportiva di discipline sportive mentali che si tiene ogni quattro anni.

## Storia
La prima edizione si svolse a Pechino nel 2008 e vi parteciparono circa 2.700 atleti in cinque discipline (scacchi, go, xiangqi, bridge e dama); la scelta della città non fu casuale perché la capitale cinese ospitò quell'anno i giochi olimpici e le paralimpiadi, infatti i WMSG vennero organizzati un mese dopo la fine di quest'ultima.
Visto il successo della prima edizione nel 2012 si è svolta una seconda edizione. Tuttavia vi è stata un'inversione di tendenza e le competizioni sono state disputate a Lilla e non a Londra; anche il numero dei partecipanti è sceso a circa 2.100. Per il 2016 era previsto un ritorno alle origini con sede a Rio de Janeiro, stessa città delle olimpiadi. Successivamente, la sede fu spostata a Baku e la manifestazione fu posticipata al 2017, ma non ha avuto luogo.

## Edizioni
| Anno | Edizione                     | Sede               | Sede               | Date                 | Paesi | Sport | Atleti |
| ---- | ---------------------------- | ------------------ | ------------------ | -------------------- | ----- | ----- | ------ |
| 2008 | World Mind Sports Games 2008 |                    |                    | 3 ottobre 18 ottobre | 143   | 5     | 2.763  |
| 2008 | World Mind Sports Games 2008 | Pechino            | Cina               | 3 ottobre 18 ottobre | 143   | 5     | 2.763  |
| 2012 | World Mind Sports Games 2012 | Francia (bandiera) | Francia (bandiera) | 9 agosto 23 agosto   | 95    | 5     | 2.100  |
| 2012 | World Mind Sports Games 2012 | Lilla              | Francia            | 9 agosto 23 agosto   | 95    | 5     | 2.100  |